# Język średnio-dolno-niemiecki
Język średnio-dolno-niemiecki  (niem. Mittelniederdeutsch) – etap rozwoju języka dolnoniemieckiego pomiędzy starosaksońskim a współczesnym. Powstał ze starosaksońskiego po XII wieku.
Język średnio-dolno-niemiecki to nazwa przyjęta dla dialektów używanych w okresie 1150 – 1650 na północ od granicy zasięgu staro-wysoko-niemieckiej przesuwki spółgłoskowej (althochdeutsche Lautverschiebung). Pod koniec XIII wieku kancelarie nowo powstałych miast północnoniemieckich przechodzą z łaciny na dolnoniemiecki. Jednak już od połowy XIV wieku w niektórych kancelariach zaczyna być używany język wysokoniemiecki.  Język średnio-dolno-niemiecki był używany przez handlowy związek miast hanzeatyckich, czyli Hanzę. Dolnoniemiecki język pisany był wówczas językiem znanym w całej Europie Północnej. Cechy charakterystyczne języka Hanzy to m.in.: brak staro-wysoko-niemieckiej przesuwki (dat, rike zamiast das, reich), brak dyftongizacji (up zamiast auf).
Do najważniejszych zabytków pisanych należy Sachsenspiegel („Zwierciadło saskie”), w którym Eike von Reptow zapisał ówczesne prawo krajowe jego ojczyzny.
Wraz z upadkiem Hanzy ok. r. 1500 język średnio-dolno-niemiecki zaczyna tracić na znaczeniu. Nowy impuls uzyskał w okresie Reformacji, jednak po roku 1650 mówiony język dolnoniemiecki istniał już tylko w komunikacji prywatnej.